# Voraspis carpenteri
Voraspis carpenteri är en insektsart som först beskrevs av Robert Malcolm Laing 1929.  Voraspis carpenteri ingår i släktet Voraspis och familjen pansarsköldlöss.
Artens utbredningsområde är Uganda. Inga underarter finns listade i Catalogue of Life.